# De Bannink

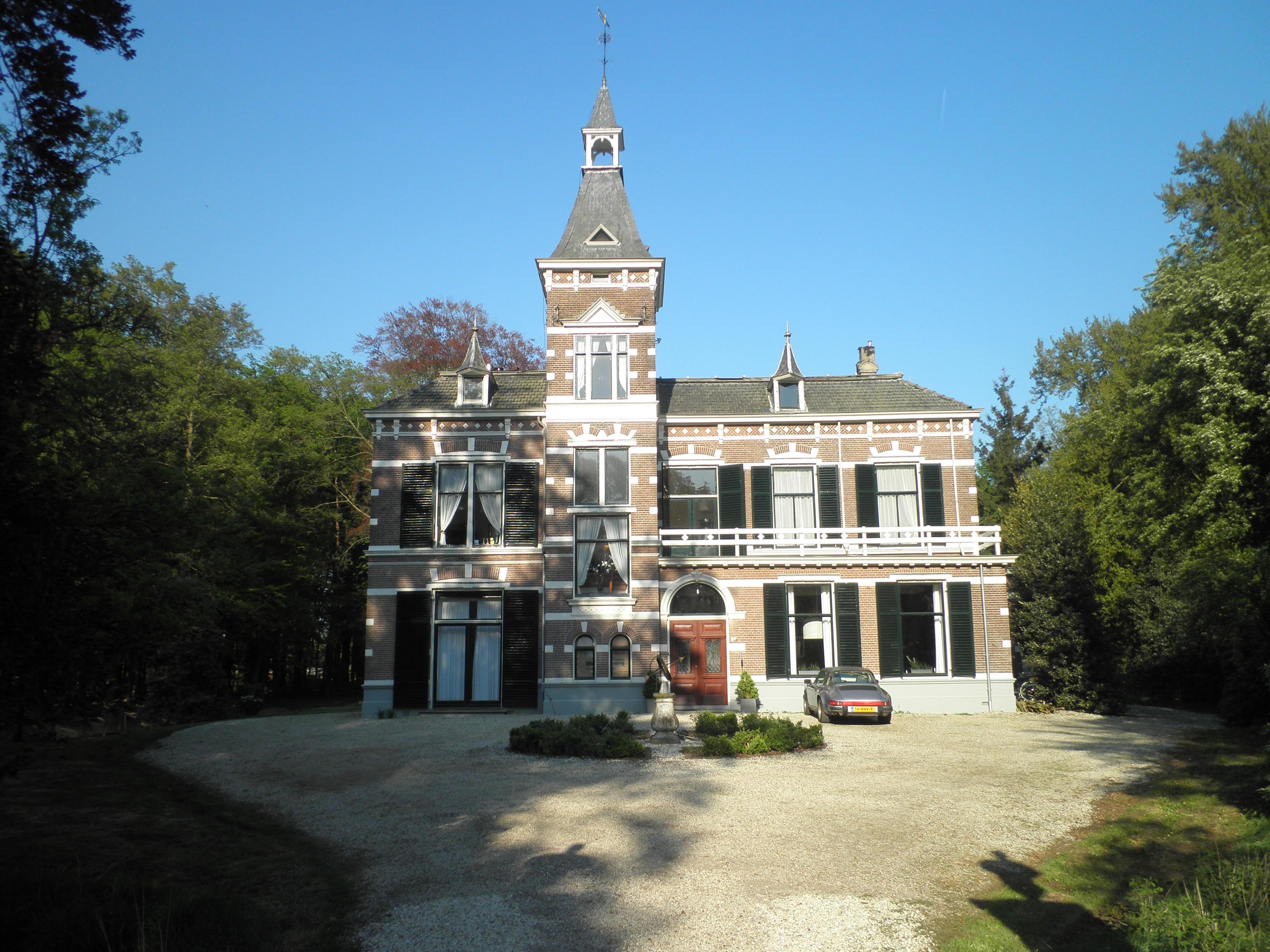
Villa De Bannink

De Bannink is een 400 hectare groot landgoed en buurtschap in de Nederlandse gemeente Deventer. De Bannink bevindt zich aan de Holterweg, de provinciale weg Deventer-Holten, 2 km ten oosten van Colmschate en 2,5 km ten westen van Bathmen.
De buitenplaats werd in de 17e eeuw gesticht bij de boerderij Bannink op de Essener enk ten noorden van de Holterweg in het toenmalige schoutambt Colmschate. De stichters waren patriciërs uit Deventer die 's zomers buiten wilden wonen. In 1888 kreeg het landgoed middels de stopplaats Bannink een directe opstapgelegenheid voor treinen die reden over het traject Deventer - Almelo dat over het landgoed was gelegd. In 1932 werd deze stopplaats opgeheven.

## Huis
Het huidige landhuis dateert van 1896. Het werd gebouwd in opdracht van Rudolph Sandberg, als zomerverblijf aan de zuidzijde van de Holterweg. Dochter Ada Wilhelmina woonde er na haar huwelijk in 1913 met Ferdinand François baron de Smeth. Het oude huis werd afgebroken. 
Huis en landgoed zijn in de jaren 2002 door de familie Sandberg ondergebracht bij een stichting, om de instandhouding te waarborgen.

## Landgoed
Het landgoed omvat ca. 200 hectare cultuurgrond en 200 hectare bos en natuur. Het historische landschap is grotendeels bewaard gebleven. Er zijn negen boerderijen en tien woningen op De Bannink.
Over het goed loopt de Rodijksweg. Dit is een halfverharde weg, met daaraan een aantal boerderijen waarvan sommige nog in bedrijf zijn. In het omliggende bos zijn enkele vrij toegankelijke wandelpaden. Op het landgoed bevindt zich verder een zeer oude holle weg die onderdeel was van de postweg richting Duitsland. In het kader van de Natuurschoonwet zijn wegen en paden zijn grotendeels vrij toegankelijk.
De weidegronden in de Gooiermars, een kwelwatergebied waar de Zandwetering begint, zijn na 2004 heringericht. Dit gebeurde vooral om de kwetsbare floristische natuurwaarden veilig te stellen. Er is ook een zeven hectare groot retentiegebied aangelegd waar een teveel aan water tijdelijk geborgen kan worden. Voor het publiek is dit gedeelte van het landgoed, gelegen aan de noordzijde van de Holterweg, beperkt toegankelijk gemaakt door middel van een verhoogd uitkijkpunt.

## Afbeeldingen

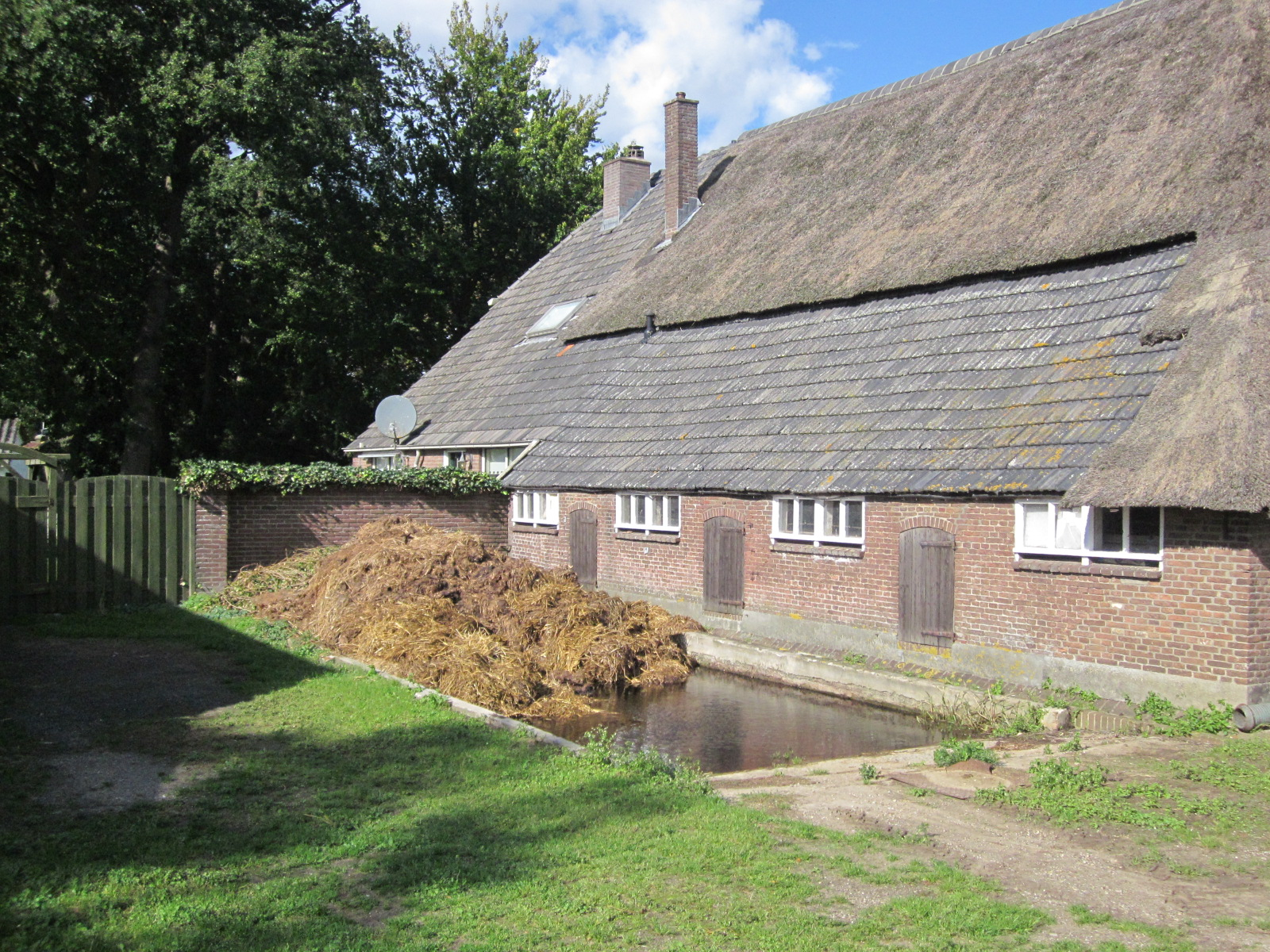
Mestvaalt
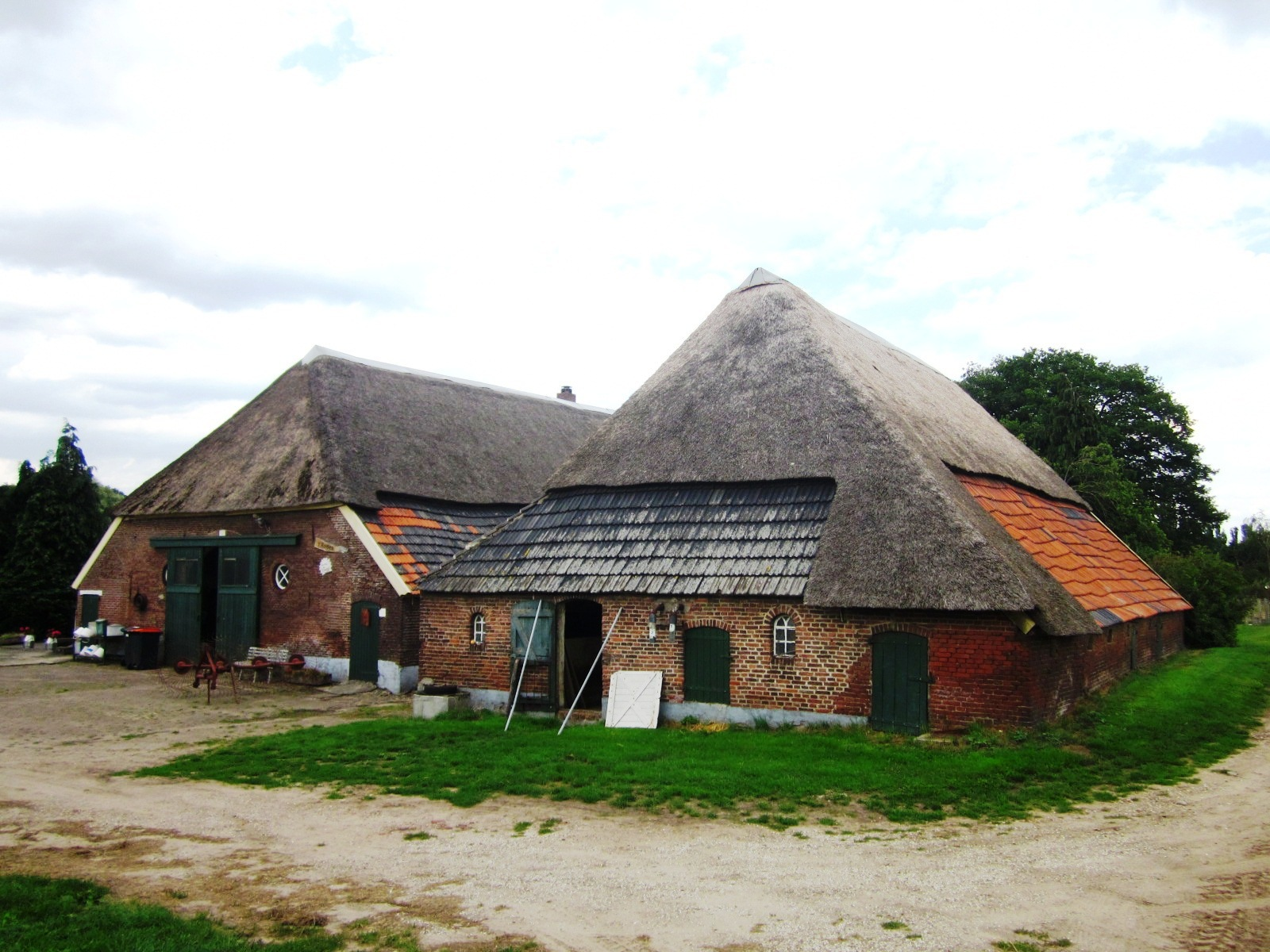
Boerderij
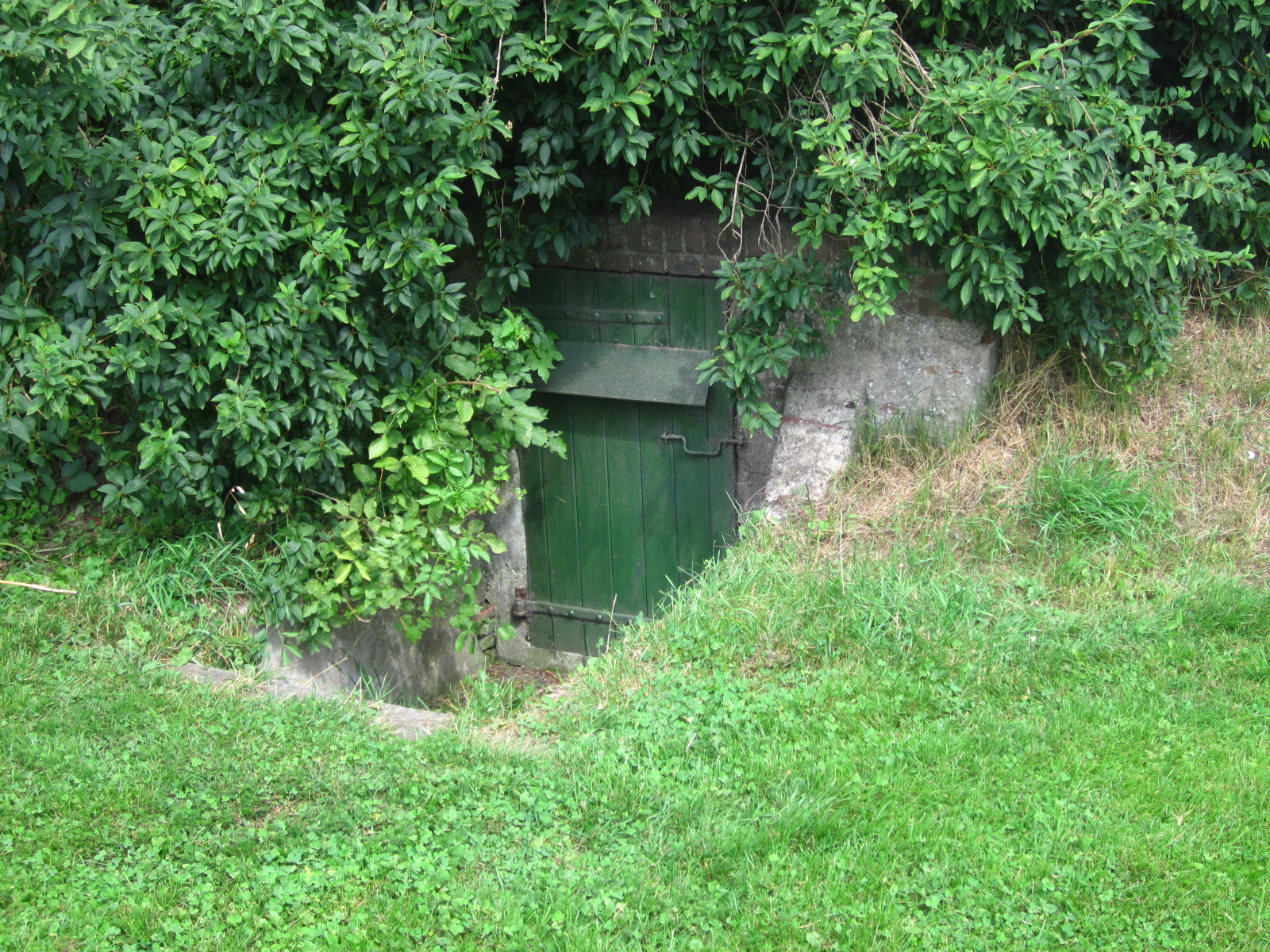
Aardappelkelder
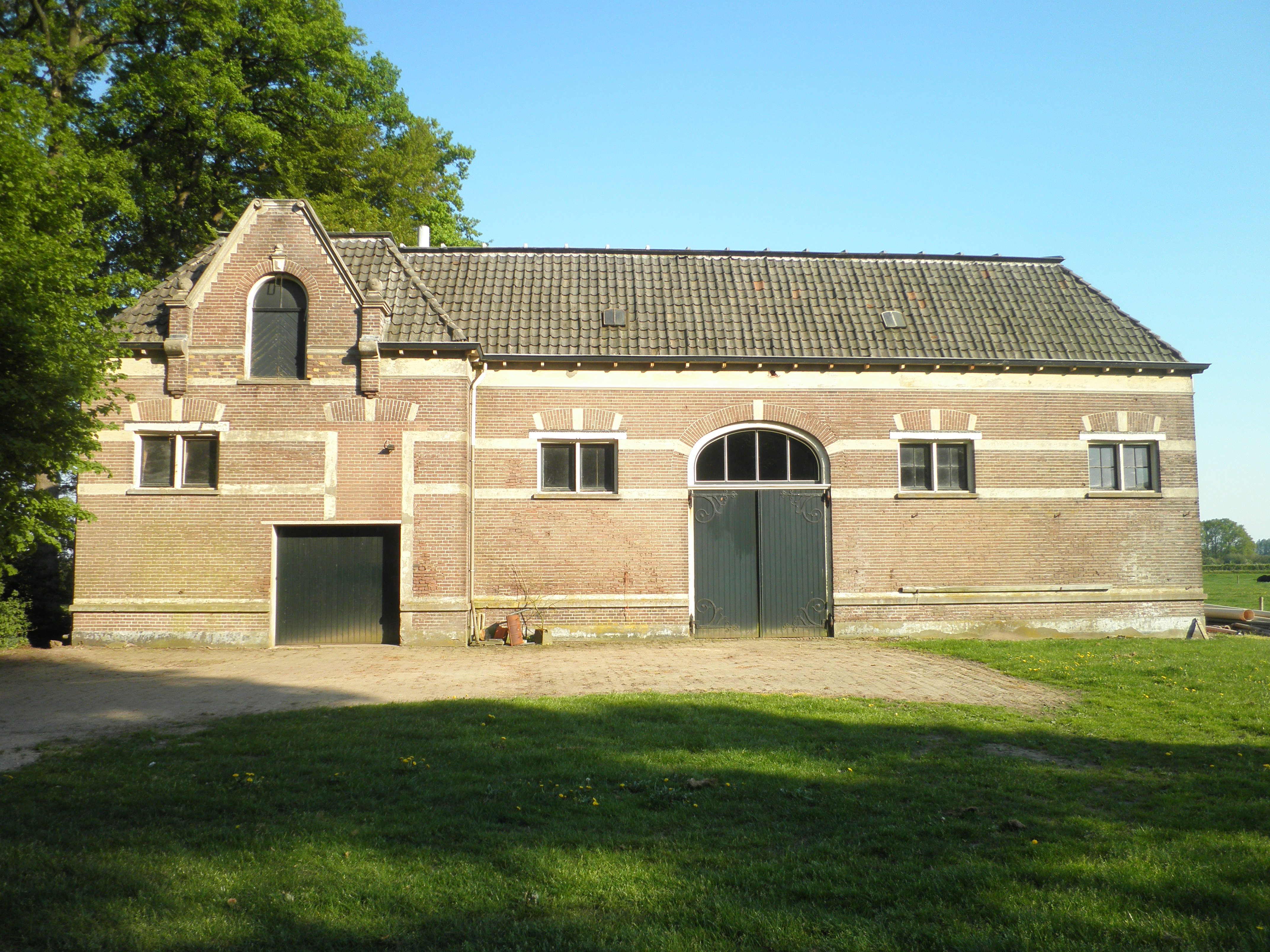
Koetshuis